# ATP St. Pölten 1997 - Qualificazioni doppio
Le qualificazioni del doppio dell'ATP St. Pölten 1997 sono state un torneo di tennis preliminare per accedere alla fase finale della manifestazione. I vincitori dell'ultimo turno sono entrati di diritto nel tabellone principale. In caso di ritiro di uno o più giocatori aventi diritto a questi sono subentrati i lucky loser, ossia i giocatori che hanno perso nell'ultimo turno ma che avevano una classifica più alta rispetto agli altri partecipanti che avevano comunque perso nel turno finale.
Le qualificazioni del doppio del torneo ATP St. Pölten 1997 prevedevano 4 coppie partecipanti di cui una è entrata nel tabellone principale.

## Teste di serie
1. Mark Keil /  T. J. Middleton (primo turno)

1. Patrick Baur /  Clinton Ferreira (Qualificati)

## Qualificati
1. Patrick Baur  /   Clinton Ferreira

## Tabellone

### Legenda
| - Q = Qualificato - WC = Wild card - LL = Lucky loser | - ALT = Alternate - SE = Special Exempt - PR = Protected Ranking | - w/o = Walkover - r = Ritirato - d = Squalificato |

|  | Primo turno | Primo turno                   | Primo turno | Primo turno | Primo turno |  |  | Ultimo turno | Ultimo turno                  | Ultimo turno                  | Ultimo turno | Ultimo turno |  |
|  |             |                               |             |             |             |  |  |              |                               |                               |              |              |  |
|  |             | Bill Behrens David DiLucia    | 6           | 3           | 6           |  |  |              |                               |                               |              |              |  |
|  | 1           | Mark Keil T. J. Middleton     | 4           | 6           | 3           |  |  |              | Bill Behrens David DiLucia    | Bill Behrens David DiLucia    | 3            | 6            |  |
|  | 2           | Patrick Baur Clinton Ferreira | 2           | 7           | 6           |  |  | 2            | Patrick Baur Clinton Ferreira | Patrick Baur Clinton Ferreira | 6            | 7            |  |
|  |             | Roger Smith Vince Spadea      | 6           | 5           | 3           |  |  |              |                               |                               |              |              |  |